# Phanerochaete chrysosporium
Phanerochaéte chrysospórium (лат.) — вид грибов, входящий в род Фанерохета (Phanerochaete) семейства Фанерохетовые (Phanerochaetaceae). Является первым представителем класса базидиомицетов, геном которого был полностью секвенирован. Наиболее хорошо изученный вид — возбудитель белой гнили. Первый вид грибов, вызывающих бурую гниль, с секвенированным геномом — Postia placenta.

## Описание
Плодовые тела распростёртые, плёнчатые, влажные, беловато- или буровато-желтоватого цвета, до 0,25 мм толщиной, не растрескивающиеся. Край плодовых тел утолщён до 2 мм, лишён гимения, белый, покрытый порошистым налётом.
Гифальная система мономитическая; гифы 3,5—7 мкм толщиной, чаще тонкостенные, неокрашенные, без пряжек, ветвящиеся под прямым углом. Ближе к субстрату гифы гладкие, у гимения — с заметными инкрустациями. Цистиды гимения 60—150(250) мкм, цилиндрической формы, неокрашенные, с септой у основания. Базидии 22—35×5—6 мкм, булавовидные, тонкостенные, у основания септированные, с 4 спорами. Споры 6—7,5×3—4 мкм, яйцевидной формы, гладкие, неамилоидные.

## Сходные виды
От близких видов рода отличается полным отсутствием пряжек на гифах, а также длинными гладкими цилиндрическими цистидами. У Phanerochaete arizonica Burds. & Gilb. цистиды более короткие, у Phanerochaete sordida (P.Karst.) J.Erikss. & Ryvarden цистиды также более короткие и инкрустированные.

## Экология и ареал
Вызывает белую гниль лиственных деревьев, наиболее обширно распространён в тропических регионах. Типовой экземпляр был найден на древесине платана Райта в Аризоне.

## Использование
Phanerochaete chrysosporium в 2004 году стал четвёртым видом грибов, геном которого был полностью секвенирован (посредством «метода дробовика») — после Saccharomyces cerevisiae, Schizosaccharomyces pombe и Neurospora crassa. Было установлено, что гаплоидный геном состоит из 7—9 хромосом и 29,9 миллионов пар оснований.
Установлено, что за деградацию лигнина отвечают разнообразные оксидазы и пероксидазы, образующие свободные радикалы.
Ph. chrysosporium обладает несколькими особенностями, делающими его пригодным к использованию в качестве модельного организма. В частности, белая гниль, вызываемая этим видом, разрушает только лигнин, а целлюлозу растений оставляет почти нетронутой. Температурный оптимум Ph. chrysosporium — 40 °C, крайне высокая цифра для разрушителей лигнина.

## Синонимы
- Chrysosporium pruinosum (J.C.Gilman & E.V.Abbott) J.W.Carmich., 1962
- Chrysosporium lignorum O.Bergman & T.Nilsson, 1966, nom. nud.
- Grandiniella chrysosporium (Burds.) Burds., 1977
- Phanerochaete macrocystidiata Hallenb., 1979
- Phanerodontia chrysosporium (Burds.) Hjortstam & Ryvarden, 2010
- Sporotrichum pruinosum J.C.Gilman & E.V.Abbott, 1927
- Sporotrichum pulverulentum Novobr., 1972